# アメルタインダ大塚
PT.アメルタインダ大塚（PT. Amerta Indah Otsuka、略称"AIO"）は、日本の大塚製薬がインドネシアに設立した現地法人の一つ。

## 概要
1997年に日本の大塚製薬とPT.Kapal Apiとの合弁会社PT Kapal Indah Otsuka（カパルインダー大塚） として設立され、1999年に現在の会社名になった。
本社はジャカルタ。主にインドネシアにおけるスポーツドリンク（ポカリスエット）、栄養補助食品（SOYJOY）の製造・販売を行う。代表取締役社長は、板東義弘。
2000年に板東義弘が社長として赴任した当時、ポカリスエットの販売本数は1億本にも達していなかったが、ラマダーンでのインドネシア各地の学校での販促イベントやデング熱が流行することがあるインドネシアの病院での販促活動などにより、2011年計画値で年間販売本数が4億5000万本となり、大塚製薬がポカリスエットを当時16の国・地域で販売していたなかで日本国外で最も売れるのがインドネシアとなった。
大塚製薬は、1974年にインドネシアで最初の会社となるPT.大塚インドネシアを設立。大塚ホールディングスは、インドネシア国内に複数の子会社を保有する。インドネシア国外の資本がインドネシアで現地法人を設立するにあたっては、通常、PT (Perseroan Terbatas, 株式会社) 形態で設立することが条件である。

## 略史
- 1989年：PT.大塚インドネシアがインドネシアでポカリスエット（缶）の販売を開始[1][4]。
- 1997年：PT.Kapal Indah Otsuka（カパルインダー大塚、1999年にPT.アメルタインダ大塚に改名）設立[1]。
- 2001年：粉末ポカリスエットの販売開始[1]。
- 2004年：西ジャワ州スカブミでインドネシア初のポカリスエット工場が操業開始[1][4]。
- 2006年：ポカリスエットの500mlペットボトルの販売開始[1]。
- 2007年：SOYJOYの販売開始[1]。
- 2008年：シンガポールに駐在員事務所を開設、スカブミ工場に事務所棟・ポカリスエットのペットボトル製造ラインを新設[1]。
- 2009年：ポカリスエットの2リットル・ペットボトルの販売開始[1]。
- 2010年5月：東ジャワ州クジャヤンの工場が操業開始[7]。
- 2015年7月1日：同社工場で製造されたポカリスエットを大塚製薬が、東ティモールで販売開始[8]。
- 2018年6月1日：炭酸栄養飲料オロナミンCドリンクの生産・販売を開始、西ジャワ州スカブミ工場にハラル対応の製造ラインを新設[9]。
- 2018年7月2日：スカブミ工場に新設されたハラル対応の製造ラインでSOYJOYの製造開始[10]。

## CM・広告
- 2018年9月：CM新シリーズ『POCARI7』の展開に、日本のアイドルグループAKB48の小栗有以とインドネシア人女性タレント6名（VONNY、KLAIRE、FIRA、YASMIN、TASYA、BELLA）の計7名を起用[11]。
  - 9月25日に公開された『POCARI7』CM動画のミュージックビデオ（MV）「Sweat For Your Dream」が、ウェブ公開開始から13日で再生回数 (PV) が500万回を突破[12][13]。公開開始から1か月経たない10月に再生回数が1000万回を突破[14]。